# عيناتا (بنت جبيل)
عيناثا هي إحدى القرى اللبنانية من قرى قضاء بنت جبيل في محافظة النبطية.
أصل التسمية:
تعددت الآراء حول أصل التسمية، فبعض المؤرخين المختصين بالدراسات القديمة، واللغات السامية، يؤكدون أن «أصل تسمية عيناثا هو سرياني» ويعني عيون المياه الكثيرة، والعين هي ينبوع الماء، وآثا في اللغة، أي كثر والتفّ، وهناك رأي آخر، متداول، يرجع أصل التسمية إلى كلمة آرامية، مركبة من جزأين: «عين آثا»، الجزء الأول هو «العين»، والجزء الثاني هو «آثا»، وهو اسم لأحد الأمراء، الذي فقد عينه في معركة في عيناثا، فسميت البلدة «عين آثا»، وأصبحت تلفظ عيناثا
وهناك دراسة جديدة لاصل تسمية عيناثا حيث أعلن الباحث اللبناني في الحضارات التاريخية وسى ياسين، أنه عثر في بلدة عيثرون المحاذية للحدود الفلسطينية في جنوب لبنان على ضريح النبي «يثرون» مع زوجته. وأوضح ياسين أن الضريح عبارة عن ناووس يتسع لشخصين، نقش عليه من الخارح رسم لامرأة ورجل يرتدي ثوب کاهن أو ثوب قاض، مشيراً إلى عملية تهشيم متعمدة أخفت معالم الرأسين، وأکد أن الناووس المکتشف هو ضريح مزدوج يعود إلى النبي يثرون وزوجته، والنبي يثرون ينحدر من سلالة النبي إبراهيم، ويعتبر الکاهن والعالم الکبير لمدينة مدين، حيث کان يقتدي به النبيان موسى وشعيب، وکان يثرون يمکث في مدينة مدين، مع أشقائه الثلاثة مارون ويارون ويارين (وهي أسماء تحملها ثلاث بلدات جنوبية)، وجاءت هذه العائلة مع عمها النبي يعقوب خوفاً من شر أخيه عيص الذي کاد يأکله الحسد والغيرة من نبوة أخيه يعقوب، وهو النبي الذي هرب وأولاده من شر عيص، فيما بقي يثرون في المنطقة التي تسمى اليوم باسمه وهي بلدة عيثرون، ويوضح ياسين أن النبي يثرون کان يملک عيناً يستسقي منها الناس، وتسمى «عين يثرون»، ومازالت هذه العين موجودة اليوم قرب الناووس، مشيراً إلى أن اسم بلدة عيثرون مشتق من اسم «عين يثرون»، وقد حُذفت النون من التسمية، فأصبحت تسمية البلدة عيثرون، کما تعرف اليوم، ويقول الباحث ياسين بأن النبي يثرون کان له ولدان هما «اثا» و «ياثر»، ويوجد لهما آثار قيمة في هذه المنطقة، معتبراً أن تسمية بلدة «عين اثا» أو «عيناثا» تعود إلى السيدة الطاهرة اثا، وأن تسمية بلدة ياطر الجنوبية تعود إلى «ياثر»، وقديما كانت تسمى (فيروزة)
الموقع والحدود:
```
عيناثا تلك القرية الوادعة الحاضنة لأهلها كاحتضان هضابها لها، اذ أن تلك الهضاب تلتف حول المركز فكأنها أم تحضن أولادها.
```

عيناثا تنتمي إداريا إلى قضاء بنت جبيل، محافظة النبطية، تبعد عن العاصمة بيروت 120 كلم، وعن صيدا 76 كلم، وعن مركز المحافظة حوالي 50 كلم، وملاصقة لمركز القضاء ومن ينظر إليها من مارون الراس، يلاحظ انهما بلدة كبيرة واحدة ممتدة، تنقبض من الغرب وتنبسط من الشرق والشمال.
يحدّها من الشمال: كونين، ومن الشرق بلدتا محيبيب وبليدا، ومن الشمال الشرقي خراج بلدة برعشيت، ومن الجنوب الشرقي تحدّها عيثرون، وأما من الغرب بنت جبيل، أما من الجنوب فتحدها بنت جبيل.
ويلفها خمس هضبات، أصبحت كلها عامرة بالعمران، حيث نشأت أحياء جديدة وعديدة، والهضاب هي: فريز، السدر، المطيحنة، السلاسل والبياض والشعيرة.
ترتفع عن سطح البحر حوالي 820 كلم في منطقة غدماثا.
مساحة عيناثا عشرون ألف دونم، اعتماداً على المسح العقاري الأخير الذي أصبح في طوره الأخير.ويتوقع تسليمه رسميا للدولة في العام 2016 م.
.
تصل إليها من بيروت عن طريق: صيدا - صور - تبنين - معبر بيت ياحون - كونين - صف الهواء (بنت جبيل) - عيناتا (120 كلم).
ويمكن الوصول إلى البلدة عن طريق النبطية - معبر كفرتبنيت - دير ميماس - كفركلا - العديسة - ميس الجبل - عيترون - بنت جبيل - عيناتا (152 كلم) استثنائيا.
- ومن المصنع اللبناني عن طريق: حاصبيا - جديدة مرجعيون - بنت جبيل - عيناتا (92 كلم).
```
والجدير ذكره ان اودية عدة تفصل البلدة عن القرى التي تحدها ما عدا سهل منبسط يصلها إلى 
عيترون
 ومحيبيب تصل ارضها إلى بلدة 
شقرا
 
وبرعشيت
 تعتبر من أكبر قرى 
جبل عامل
```

مناخها منعش معتدل صيفا وبارد في الشتاء، ترتفع البلدة عن سطح البحر حوالي 800 م وتصل إلى 832 م في السدر

## سكانها
يبلغ عدد سكانها 13000نسمة بينهم حوالي 1500مقيم والباقى يتوزع في بيروت وبلاد الاغتراب.نسبة مغتربيها تصل إلى حوالي 50 % ومعظمهم في الكونغو، الكويت، الخليج العربي، اميركاو كندا، أوروبا وأستراليا.. وتوزع ما نسبته 40 % من اهالي البلدة بين بيروت وضواحيها ومختلف المناطق اللبنانية (عدلون، صور، انصارية).

## تاريخها العلمائي
كانت عيناثا وما تزال منبعا للعلماء والاجلاء الذين حفل بهم تاريخها العريق، فقد ساهموا بنشر التعاليم الدينية عبر مدارس علمية اعتبرت مقرا لأعلى الدراسات الإسلامية على غرار مدارس جباع ومشغرة وجزين وميس الجبل وغيرها..
وكانت تضم أكثر علماء جبل عامل كما يذكر المؤرخون لاسيما آل خاتون وأل ابي جامع وأل الحسام وأل فضل الله.
المرافق الدينية
في البلدة المسجد القديم الكبير يقع في وسطها مقابل النادي الحسيني مساحته حوالي 400 متر مربع جسوره حديدية متينة دون أعمدة. وجدد بناءه السيد خليل جعفر عام 1929.
```
جامع الخضر في وسط البلدة قرب عين السفلى تم إعادة بنائه منذ عام 2014 وسيتم افتتاحه قريباً. انشيء في السبعينات وافتتح في الثمانينات مساحته حوالي 250 متر مربع.
```

```
الحسينية في وسط البلدة ضمن المركز الإسلامي وهي كبيرة جدا.
```

مسجد صغير قرب بئر الزبيب تم قصفه في حرب 2006 واعادة بنائه دولة قطر.
مصلى في خلة الدراس تم بنائه من آل خزعل.
المرافق الرسمية
تتبع البلدة إداريا وقضائيا وامنيا إلى قضاء ومحكمة ومخفر درك بنت جبيل وإلى مكتب بريدها أيضا.

## اقتصادها
الزراعة
فضل مزارعو عيناتا في عهد الاحتلال التركي وهب اراضيهم إلى علماء الدين بدل خسارة غلتها ودفع مبالغ طائلة تفوق إنتاجها لضريبة «الويركو» التركية، فالعلماء كان يعفون من الضرائب كاعفائهم من التجنيد الإجباري، من هنا، يبدو أن البلدة فقدت تاريخيا صلتها بقطاع الزراعة، ومع جلاء الاتراك عن بلادنا كان الاهتمام بالزراعات التقليدية كالحبوب والتبغ والزيتون. اما حاليا فانخفض الإنتاج الزراعي مع انخفاض اليد العاملة في البلدة. حتى الثروة الحيوانية ندرت تقريبا.
وعلى الرغم من اتساع اراضي البلدة التي تفوق مساحتها مساحة بنت جبيل بكثير فانه لا يستفاد منها على صعيد الزارعة مما أدى إلى اصابتها بالقحط الشديد فأصبحت بورا مع ان تربة عيناتا خصبة لاسيما من جهة الشرق وكانت تزرع سابقا بالبطيخ وهي حمراء بالإجمال في حين ان منطقتي السلاسل وصف الهوا تربتها بيضاء.
يقوم بعض الاهالي بزراعة البندورة والفقوس والكوسا وتسمى (الصحاري) كما تنشط زراعة الحمص والفول والقمح والعدس وغيرها من الحبوب
الصناعة والتجارة
تكثر في البلدة محال الحدادة والبويا والميكانيك وكهرباء السيارات فتصل إلى حوالي 15 محلا كما يوجد معملان لصناعة حجارة الباطون وفيها مصلحة متكاملة تضم جرارات زراعية وجرافات وحصادات.. ومعمل حجارة باطون ويعمل عدد كبير من أبناء البلدة في مجال البناء والمهن الحرة.
تجاريا
تجد فيها 8 دكاكين تسد الحاجة المستعجلة محليا وينتظر الاهالي سوق الخميس في بنت جبيل لشراء حاجياتهم كلها..
ويبدو أن اقتصاد البلدة يقوم في الطليعة الأولى على اموال مغتربيها الذين هجروها في اوقات مختلفة.
السياحة
تكثر المعالم الأثرية الرومانية وما شابه في منطقة الفريز التي تعتبر من أعمال عيناتا حيث وجدت قبور وتوابيت ومغاور وابار كثيرة قديمة فتحاتها من الحجارة المنقوش عليها.
وورد في كتاب «اعرف لبنان» انه وجدت بعض القطع النقدية الذهبية والاواني الخزفية في بعض المغاور القديمة كما حفر على مدخل هذه المغاور خمس درجات في الصخر تنتهي إلى قاعة مربعة يبلغ طولها حوالي 4 امتار تقريبا وهي مقسمة بطريقة هندسية إلى قبور عدة طول الواحد منها 2 متر وعرضها 1 متر..

## خدمات عامة
المياه
في البداية كانت المياه تصل من مشروع الطيبة إلى خزان البلدة المنشأ على رأس هضبة الفريز ثم شيد خزان اخر عند سفح الفريز، كما كان يوجد خزان في منطقة المطيحنة الغي، وحاليا يقوم الاهالي بشراء المياه من الصهاريج ويصل سعر المتر المكعب الواحد إلى 3 دولارات. كما حفرت السنة الماضية بئر ارتوازية في منطقة سمل الملك وانشأت الدولة اللبنانية مؤخرا شبكة للمياه تنقل مياه البئر إلى الخزان الجديد ومنه تضخ إلى الخزان القديم ليتوزع عبر شبكة تصل إلى بيوت القرية لكن للاسف تم مؤخرا اغلاق البئر وذلك بسبب عدم وجود مضخات للمياه ومولدات كهرباء..
وفي وسط البلدة تقبع بركة كبيرة يستفيد منها الاهالي للري وخاصة في زراعة  والماشية تنضب في فصل الصيف. كما أنها تسرب مياهها إلى باطن الأرض وهي بحاجة إلى ترميم وعناية
اما عيون المياه فهي كثيرة في البلدة كنبع العين وعين الجوزة، بئر الزبيب، بئر آل بسام، آل سمحات.. وهي تشح صيفا.
الطاقة والكهرباء
انيرت عيناتا عام 1966 تقريبا حيث انشيء محول طاقة قرب منزل كمال خليل إبراهيم في وسط البلدة ثم زيد عدد المحولات حتى بلغ في الآونة الأخيرة 6 محولات طاقتها ضعيفة جزئيا مما يجبر الاهالي على تركيب أجهزة لتقوية الكهرباء.
وفي البلدة محطة وقود قرب المقبرة كما يوجد موالدات كهربائية كبيرة للبلدية يشترك فيها أبناء البلدة موزعة على احياء البلدة كانت تعمل في الليل فقط اما حديثاً قامت البلدية بتشغيل المولدات 24/24 وركبت عدادات للمشتركين

## الوضع الصحي والبيئي
لم تشهد البلدة على الصعيد الصحي مستوصفا ولا حتى زيارة من الصليب الأحمر وما يشابه فكانت الطبابة وما تزال تتم في مستوصفات ومستشفى بنت جبيل.
لكن عيناتا خرجت اطباء في مختلف الميادين وصيادلة. فوصل مجموعهم إلى حوالي 76 طبيبا (مختلف، اسنان وصيادلة)، وحوالي 10 مختصين في مختبرات الاسنان والعيون.. ويتوزعون في مختلف المناطق اللبنانية.. وعدد لا بأس به من الممرضين والممرضات والقابلات القانونية.
وفي البلدة اطباء منهم من يقيم فيها ومنهم من يتردد إليها وتم افتتاح عيادة لطب الاسنان في البلدة وكذلك صيدلية
بيئيا: ما تزال البلدة تعتمد على الحفر الصحية لتصريف المياه الآسنة وتغيب المجاري كليا عن البنى التحتية. كما ترمي النفايات في مرام وتحرق في خراج البلدة ويتم طمر النفايات العضوية التي تتلائم مع طبيعة الأرض.

## الوضع التربوي
عرفت البلدة عددا لا بأس به من الكتاتيب التي درست القران الكريم واللغة العربية والحساب وأصبح طلابها الصغار من كبار السن في وقتنا الحالي. وكان كتاب الشيخ حسن بسام في منزله قديما جدا ثم كتاب السيد محمد فضل الله في منزله أيضا وكان يدرس القران الكريم وحصل على رخصة رسمية عم 1963 وعرف كتاب السيد عبد الحسن جعفر في منزله الذي كان شاعرا واديبا ومدرسا لمادة الحساب.
ويتذكر الكبار كتاب الست جميلة ابنة السيد طالب فضل الله في منزلها والتي درست في اواخر العهد العثماني معظم أبناء البلدة.
اما المدرسة الرسمية فقد فتحت أبوابها في اواخر الاربعينات تقريبا في بيت السيد اسعد فضل الله قرب عين الجوزة ودرس فيها اساتذة من بنت جبيل. وفي عام 1952 درست حتى «صف الثالث ابتدائي» وأول أستاذ من البلدة درس عام 1953 أحمد فضل الله.
وفي اواخر الخمسينات درست مدرسة البلدة شهادة الخامس ابتدائي. وحاليا توجد مدرسة تكميلية قرب مقبرة البلدة وطلاب البلدة يتوزعون في تلقي العلم بين مدارس البلدة والمدارس الخاصة في الجوار وثانوية بنت جبيل الرسمية.
كما أنشئت ثانوية في منطقة العقبة لكنها لم تبدأ بالتدريس حتى الآن.
اما بالنسبة للجمعيات والنوادي فقد تأسس النادي الثقافي الاجتماعي لـ«عيناتا» عام 1971 وتأسست «جمعية عيناتا الخيرية» عام 1993 وتقوم بنشاطات، وانشأت عام 1997 بيت عيناتا الاجتماعي، هو ملتقى ثقافي رياضي فيها مستوصف خيري نصف مجاني. اما الجمعية الإسلامية لـ«عيناتا» فقد تأسست منذ سنوات ولها عمل واسع ولافت حيث تقوم بتقديمات ضمن العمل الاجتماعي لأبناء البلدة من خلال صندوق دعم الطالب الذي يقدم سنويا مساعدات قرطاسية لابنائها. إضافة إلى كتب ومنح مدرسية وما شابه ولاسيما للمقيمين خارج المنطقة المحتلة. ومن اعمالها أيضا صندوق القرض الحسن الذي بدأ باستلام الانتساب ابتداء من 1-1-1999 ويقوم بتقديم قروض للمحتاجين وهو فرع من بيت المال المركزي. اما المركز الإسلامي الكبير في البلدة فانه يشتمل على حسينية - مستوصف، مدرسة وما شابه من عمل اجتماعي تربوي، والمركز حاليا متوقف عن العمل.
فيها عدد لا بأس به من اساتذة الجامعة في مختلف العلوم (كيمياء، تربية، ادب، تاريخ، حقوق.
وعمل عدد لا بأس به من ابنائها في مجال الصحافة.
ويصل عدد مهندسيها إلى 15 مهندسا ومن ابنائها عدد لا بأس به يعملون كرؤساء دوائر وكذلك موظفون في القطاع العام والخاص والجدير ذكره ان بعض الطلاب من البلدة يعدون رسالة ماجستير عن عيناتا تحت عناوين:

- اضواء على الحركة الشعرية المعاصرة في عيناتا العاملية

- رسالة عن تاريخ عيناتا
من مشاهير المبرمجين يعتبر مؤسس وأحد ملاكي برنامج المحادثة الشهير على الإنترنت «انسبيك» (المسجل في الولايات المتحدة الاميركية): المهندس وضاح عبد اللطيف جعفر.

## شعراؤها
- الشاعر السيد محمد امين فضل الله (1892-1944) ولد في عيناتا. التحق بمدرسة ابن عمه السيد نجيب قضى حياته في القماطية وكان له مكتبة مهمة وضخمة أكثر أصدقائه من الادباء والشعراء.
- الشاعر السيد محمد حيدر الحسيني (1884-1948) ولد في عيناتا درس في النجف شهورا عدة، اقام في برج البراجنة ودفن في عيناتا، له ديوانان شعريان البستان ومختارات.
- الشاعر السيد محمد نجيب فضل الله (1908-1990) ولد في عيناتا ودرس في كتاتيبها له ديوان القطريات وقصائد نشرت في «العرفان» و«الرفيق» و«اعيان الشيعة» دفن في بلدته.
- الشاعر السيد عبد اللطيف يحيى فضل الله. ولد في النبي رشادي - بعلبك، انتقل بعدها إلى عيناتا درس في بنت جبيل، انتقل بعدها إلى شقرا والهرمل ثم عاد إلى عيناتا ودفن هناك عام 1946 تقريبا له قصائد عديدة.
- الشاعر السيد عبد الحسن جعفر (1892-1978) ولد في البلدة درس في كتاتيبها له قصائد اصيب في الاجتياح «الإسرائيلي» عام 1978 بشظية اصابت رأسه وتوفي بعد أيام.
- الشاعر السيد عبد الكريم فضل الله (1914-1984) ولد ونشأ ودرس في عيناتا ثم انتقل إلى بليدا وسكن فيها ودرس التعليم الديني وعاد إلى بلدته عام 1964 ثم توفي ودفن فيها، هو شاعر مرهف الحس وحافظ للشعر.
- الشاعر السيد ضياء الدين فضل الله (1916-1989) ولد في عيناتا ودرسه والده السيد حسين والشيخ موسى مغنية له ديوان شعري مخطوط، توفي ودفن في البلدة.
- الشاعر السيد عبد الحسين فضل الله (1890-1994) ولد وتوفي ودفن في البلدة، درس في بنت جبيل، ثم عيناتا ودرس في برج البراجنة ثم عمل في التجارة وهو شاعر وله ديوان مخطوط.
- الشاعر عبد الحسين بسام (190-1991) ولد وترعرع في البلدة اكمل حياته في الصوانة وله ديوان شعر كما توفي ودفن في الصوانة.
- الشاعر محمد عبد المهدي فضل الله (1968-1991) ولد وترعرع في البلدة ودرس العلوم الدينية في إيران

## علماء منها
في البدء استقرت فيها الاسرة العلمائية الخاتونية الآتية من رامية قرب رشاف وكانت تلقب في السابق ببيت البورني وقامت بإنشاء مدرسة علمية في عيناتا درس فيها أشهر علماء ذلك العصر وتخرج منها الكثيرون وعرف من علمائها:
- الشيخ ظهر الدين بن علي بن زين العابدين بن الحسام العيناتي أول من درس النحو على الاصول الاجرومية في مدرسة عيناتا وجبل عامل ككل وتوفي عام 1449هـ.
- الشيخ ناصر إبراهيم البويهي نسبة إلى آل بويه ملوك العراق وإيران هاجر إلى جبل عامل في شبابه وسكن في عيناتا وكان تلميذا للشيخ ظهير الدين الحسامي العيناتي ولقب بالعاملي العيناتي، اشتغل بطلب العلم وصنف والف له رسالة في الحساب وهو برع في القواعد والفقه والاصول وكان اديبا وشاعرا ومحققا مدققا ووصفه الشهيد الثاني بالامام المحقق ولقد توفي عام 1429 من جراء اصابته بمرض الطاعون.
- الشيخ أحمد بن محمد بن خاتون العيناتي من تلامذة المحقق الثاني الكركي (المتوفى عام 1533م)، وولداه زين العابدين جعفر ونعمة الله علي، كما عاصر الشهيد الثاني.
- الشيخ نعمة الله بن أحمد بن محمد بن خاتون العاملي العيناتي من تلامذة المحقق الثاني الكركي، كان عالما واديبا وشاعرا.
- الشيخ أحمد بن نعمة الله علي بن جمال الدين أحمد بن شمس الدين محمد بن خاتون العيناتي العاملي (1506-1558): من تلامذة الشهيد الثاني ويروي عنه، له كتاب مقتل الحسين (ع)، وهو من عمدة مشايخ الشيخ عبد التستري الذي أجازه لدى مروره بعيناتا أثناء عودته من الحج. عاصر الشيخ حسن صاحب المعالم وجرت بينهما أبحاث ومراسلات انتهت بالمباعدة، جدد في العام 988 هـ بناء مسجد عيناتا.[3]
- الشيخ حسين بن شرف العيناتي من تلامذة الشهيد الثاني.
- الشيخ يوسف بن أحمد بن نعمة الله بن خاتون.
- الشيخ محمد بن الحسام العيناتي.
- الشيخ جمال الدين بن يوسف بن أحمد بن نعمة الله بن خاتون العيناتي عاصر الحر العاملي صاحب الوسائل (1624-1692).
- الشيخ أحمد بن يوسف العيناتي كان فقيها وتلميذا للشيخ محمد بن الحسن بن الشهيد الثاني.
- الشيخ أحمد بن خاتون العيناتي عاصر الشيخ حسن صاحب المعالم ابن الشهيد الثاني وكانت بينهما مراسلات وابحاث.
- الشيخ حسين بن جمال الدين بن يوسف بن خاتون العيناتي.
- الشيخ أحمد بن علي العيناتي.
- الشيخ جعفر بن الحسام العيناتي.
- الشيخ محمد بن خاتون عاصر الحر العاملي صاحب الوسائل.
- الشيخ محيي الدين بن خاتون عاصر أيضا الحر العاملي.
- الشيخ علي بن أحمد بن نعمة الله بن خاتون.
- الشيخ حسن بن علي الظهيري العيناتي عاصر الحر العاملي.
- الشيخ حسن بن علي بن خاتون العيناتي عاصر الحر العاملي.
- الشيخ حسين بن الحسن الظهيري العيناتي سكن «جباع» ومات فيها.
- الشيخ محمد بن علي بن خاتون العاملي توفي بعد عام 1648م.
- الشيخ محمد بن أحمد بن نعمة الله علي بن أحمد بن خاتون العيناتي توفي بعد عام 1589 تقريبا.
- الشيخ شمس الدين محمد بن خاتون العاملي العيناتي.
- الشيخ عز الدين بن الحسين بن علي بن الحسام العاملي العيناتي.
- الشيخ يوسف بن حسن الخاتوني العاملي. كان حيا عام 1607 تقريبا.
- الشيخ زين الدين جعفر بن الحسام العاملي العيناتي.
- الشيخ جمال الدين أحمد بن شمس الدين محمد بن خاتون العاملي العيناتي.
- الشيخ جمال الدين أحمد بن الحاج علي العاملي العيناتي.
- الشيخ إبراهيم بن الحسن بن خاتون العاملي العيناتي كان حيا سنة 1672م.
- الشيخ أحمد بن أحمد بن يوسف السوداني العاملي العيناتي كان حيا سنة 1610.
- الشيخ محمد بن محمد بن حسن بن قاسم الحسيني العاملي العيناتي الجزيني درس في جبل عامل ثم هاجر إلى إيران اشتهر بالادب والشعر والفلسفة له كتاب آداب النفس توفي عام 1665م.
- الشيخ علي بن خاتون العاملي، كان فقيها برع في الرياضيات والطب القديم، عاصر الشيخ ناصيف النصار اسره أحمد باشا الجزار من جملة علماء جبل عامل وقتله عام 1800 ويقال ان الجزار عفا عنه اولا ثم قتله أحد جنوده في بلدة جويا امام أحفاده ودفن هناك وهاجر آل خاتون إلى جويا وفي ما بعد استقروا هناك.

وانتقل إلى عيناتا من مكة المكرمة آل فضل الذين اشتهروا بالعلم والشعر والادب برز منهم:
- السيد الشاعر محمد بن علي بن يوسف فضل الله الذي ترك عيناتا بعد مقتل ناصيف النصار واجتياح الجزار لجبل عامل.
- السيد محيي الدين بن فضل الله الحسني العاملي: قرأ في طير دبا على الشيخ مهدي بن محمد آل مغنية، وقضى فيها 25 عاما بين الدرس والتدريس، ثم هاجر إلى العراق وكان معاصرا الشيخ مرتضى الانصاري، وكان الأنصاري يرجع الناس إليه، ثم عاد بعد أن اتم دراسته إلى عيناتا.[4]
- السيد نجيب بن محيي الدين فضل الله الحسني العاملي ولد في عيناتا تحت كنف خاله الشيخ محمد آل مغنية ويقال انه اوكل تربيته للمربي الشهير الشيخ جعفر مغنية. درس السيد نجيب في مدرسة حناويه (صور) ثم انتقل إلى مدرسة بنت جبيل (للشيخ موسى شرارة) درس فيها ثم درس طلابها وهاجر بعدها إلى النجف عام 1888 م حيث بقي مدة 9 سنوات ثم عاد إلى عيناتا واسس مدرستها بعد تجديده للمدرسة القديمة، وقد كانت مؤلفة من 5 غرف ما تزال اطلالها واضحة حتى اليوم. الجدير ذكره ان نجم المدرسة افل بوفاة مؤسسها السيد نجيب فضل الله. ومن تلامذته السيد محسن الامين، ابنه السيد محمد سعيد فضل الله، أولاد عمه السيد صدر الدين والشاعر السيد محمد الامين والعلامة السيد محمد حسن الامين، والشيخ عبد الكريم شرارة وكان السيد نجيب فضل الله شاعرا وله مؤلفات عديدة احترق اكثرها في هجوم الفرنسيين على عيناتا عام 1920 ولكن دون ما تبقى له من متفرقات شعرية في مجلدات «اعيان الشيعة» (للسيد محسن الامين) وشعراء الغري ومجلة «العرفان» وله رسائل تتعلق بالشريعة الإسلامية. توفي السيد نجيب في عيناتا عام 1916 ودفن فيها.
- السيد محمد بن رضا فضل الله (1864-1917): ولد في عيناتا عام 1281 هـ، ودرس في مدرستها ثم هاجر للعراق عام 1308 هـ (مع السيد محسن الأمين) لمتابعة دراسته هناك، وعاد إلى بلدته عام 1902 ثم انتقل بعد 5 سنوات إلى قانا ودفن فيها كان شاعرا له ديوان شعري وكتب دينية وفلسفية ورسائل ادبية وتاريخية متنوعة منها رسالة (السمكية) التي تحوي أدبا وحكمة. توفي في العام 1336 هـ.[5]
- السيد صدر الدين فضل الله (1884-1941): ولد في عيناتا وعاش في كنف عمه السيد نجيب، درس في بنت جبيل والنجف، اشتهر بحدة ذكائه وكان شاعرا له ديوان شعر مخطوط وكتب في الاصول والمنطق والحكمة الإلهية ومن زواره الاديب لبيب الرياشي (سوداني).
- السيد محمد سعيد فضل الله (1898-1953): ولد في عيناتا، درس في مدرسة والده السيد نجيب ثم هاجر إلى النجف عام 1918، وتوفي ودفن هناك، له رسائل فقهية مخطوطة وقصائد شعرية.
- السيد محمد حسن فضل الله (1892-1972): ولد في عيناتا ودرس فيها ثم هاجر إلى النجف عام 1919 وعام 1932 عاد إلى بلدته ثم انتقل إلى بيروت وتوفي فيها، له كتب في الفقه والاصول والعقائد كما كان شاعرا كلاسيكيا.
- السيد عبد المحسن فضل الله (1932-1992): ولد في النجف وفي العام نفسه رجع إلى عيناتا مع والده السيد صدر الدين، ثم هاجر إلى النجف في شبابه وعاد عام 1969 واستقر في خربة سلم، له مؤلفات عديدة منها :«كلفة الطالب في شرح المكاسب» (8 اجزاء)، «الإسلام واسس التشريع» (بحث مقارن)، «الشركة بين القانون الوضعي والتشريع الإسلامي»، وكتيبات كالوصية والإسلام وولاية الفقيه وديوان شعر.
- السيد محمد جواد فضل الله (1938-1975)، : ولد في النجف الاشرف ودرس هناك، من مؤلفاته: صلح الامام الحسن (ع)، الامام الرضا (ع)، حجر بن عدي الكندي، الامام الصادق (ع)، ودفن في بنت جبيل.
- السيد عبد الرؤوف فضل الله (1907-1984)، هو ابن السيد نجيب ولد في عيناتا حيث تلقى دروسه الأولى ثم هاجر إلى النجف عام 1927، درس عدة من العلماء إضافة إلى أولاده. سكن عام 1955 في بنت جبيل وتوفي في بيروت ودفن في النجف، كان عالما جليلا وشاعرا رقيقا.
- السيد عبد اللطيف فضل الله (1905-1991): ولد في عيناتا وعاش في كنف والده السيد نجيب، درس في مدارس بنت جبيل (المدرسة التركية)، ثم تابع دراسته عند الشيخ موسى مغنية، قصد النجف للدراسة ثم عاد إلى عيناتا وهو من مؤسسي بناء المركز الإسلامي الثقافي الاجتماعي في البلدة له مخطوطات شعرية كما تعرض الاعتداءات العدو ومضايقاته.
- السيد محمد حسين عبد الرؤوف فضل الله (1935 - 2010): ولد في النجف ونشأ هناك ودرسه والده المقدمات والسطوح في الفقه والاصول وكان تلميذا لكبار المراجع والعلماء في النجف امثال : المرجع السيد أبو القاسم الخوئي. السيد محمود الشهرودي والسيد محسن الحكيم والشيخ حسين الحلي واخرين.
- السيد عبد الحسين آل إبراهيم العاملي وهو عالم ورع وجليل ومن مؤلفاته كتاب «سفينة النجاة» المشهور. وقد كان لآل إبراهيم الكثير من العلماء الذين نشروا العلم في الكثير من القرى اللبنانية التي لم يكن فيها أسياد.

### علماء احياء من البلدة
- السيد علي محمد حسين فضل الله
- السيد جعفر محمد حسين فضل الله
- السيد يوسف الحسيني إبراهيم
- السيد علي عبد اللطيف فضل الله
- السيد حسن شكر لا زال يتعلم في إيران
- الشيخ عباس إبراهيم سمحات
- الشيخ محمد إبراهيم النمر

## عيناتا في التاريخ
شهدت أرض عيناتا احداثا تاريخية مهمة وصلت أخبارها إلى مؤرخي جبل عامل الذين تفاوتوا فيما بينهم في تحديد أزمنة تلك المجريات.
عندما أصبح الشكريون حكاما على جبل عامل وهم من سادة بلاد بشارة واقويائها، اتخذوا عيناتا قاعدة لهم بعد أن كانت قاعدة الجبل تابعة لناحية هونين، وكانت لهم انتصارات بارزة على الوائليين الذين كانوا امراء جبل عامل وقتئذ، وقد قتل زعيمهم في تلك المعركة وقضوا على عائلته باكملها.
ويذكر المؤرخون ان زوجة زعيم الوائليين وربما هو علي الصغير السابق هربت إلى اقاربها السوالمة في بادية الشام وكانت حاملا فانجبت طفلها علي الصغير.
وفي العام 1607م نزح مشايخ بلاد بشارة ومنهم ال شكر وأولاد علي الصغير إلى عند الأمير يونس بن الحرفوش فلما علم الأمير فخر الدين بنزوحهم أقدم على هدم بيوتهم ومن بينها بيت أولاد شكر في عيناتا.
وفي عام 1639م تقريبا شن علي الصغير (الحفيد) هجوما ثلاثيا على الشكريين في عيناتا وقانا وتبنين حيث كانوا يتمركزون وقد هاجم قواده مناطقهم فهوجمت عيناتا بقيادة رجل من ال دمشق وقضى على الشكريين باكملهم وقتل منهم أحمد بن شكر بينما هرب السيد حسين الشكري إلى حاصبيا حيث كان الشهابيون، ثم اكمل إلى قرية سكيك في الجولان.
وبهذه المعركة استعاد ال علي الصغير زعامتهم للبلاد التي دامت حوالي 500 سنة اخترقها حكم الشكريين واقتطاع الجزار لبلادنا.
ومن الاحداث المؤرخة أيضا التي مرت على البلدة زيارة الشيخ ناصيف النصار لعيناتا ضمن موكب كبير قاصدا به العلامة السيد محمد حسن الامين (المتوفى عام 1805م) حيث وجده يناول احجارا وطينا لبناء يبني جدار منزله فنزل الشيخ ناصيف عن ظهر جواده وقبل يد السيد ثم راح يساعده بنفسه رافضا ان ينوب عنه أحد رجاله.
وارخ الركيني في كتابه «جبل عامل في قرن» نقل الأمير حيدر ابن الأمير مصطفى الحرفوش حاكم بعلبك إلى عيناتا وذلك عام 1761م.
وقرب عين الجوزة يوجد قبر مندثر تقريبا يعود إلى علي ظاهر العمد الزيداني الذي كان حاكم صفد وقد تآمر على ابيه حاكم عكا مع حسن باشا الجزائري ليحكم مكانه، لكن الجزائري لم يمكنه من تحقيق حلمه فبعد مقتل ظاهر العمد عام 1769م علي ايدي الاتراك في جيش يقوده حسن باشا غازي، فر أولاده والتجؤوا إلى ناصيف النصار اما ابنه علي فهرب إلى نواحي دمشق، وقد ارسل اخاه أحمد وولديه معه حسن وحسين إلى إسطنبول. خوفا عليهم وقتل بعد ذلك فدفنه الشيخ ناصيف النصار في عيناتا، والجدير ذكره ان علي الظاهر الملقب بابي سبعة شنبات كان يقوم بافعال مشينة نذكر منها حرقه للخالصة عام 1758م.
في العهد التركي تعرضت البلدة لحملات تجنيد إجباري كسائر القرى..
وفي عهد الاحتلال الفرنسي التحق عدد من ابنائها مع أدهم خنجر الصعبي وصادق حمزة الفاعور لمقاومة الفرنسيين ومنهم محمد اسعد شحادة والحاج عبد الله حمود..
اما الذين حضروا مؤتمر وادي الحجير فقد عرف منهم كل من المختار محمد وهبي، محمد بسام ومحمد حمود.. وعرف من الشباب الاقوياء نجيب خنافر واخرون..
والجدير ذكره ان الفرنسيين اعدموا عبد المنعم ومحمد حسين فضل الله ودفنا في تبنين. وذكر أحد المتعاملين مع الحملة الفرنسية آنذاك انه نهار الخميس في 18-5-1920م سافروا صباحا إلى عيناتا فلم يجدوا فيها احدا فنهبوها واكلوا مواشيها واحرقوها بكاملها وهذا ما أدى إلى حرق ما تبقى من مكتبة ال فضل الله.
وفي أيام انتفاضة عام 1936 لاجل التبغ المحتكر من قبل الشركة الفرنسية واعتقال شباب المنطقة هب اهالي عيناتا للانتفاضة مع القرى المجاورة وذلك في بنت جبيل امام السراي مما أدى إلى استشهاد شابين منها على ايدي الفرنسيين وهما محمد الجمال وعقيل الدعبول.

## وصلات خارجية
موقع بلدية عيناتا